# God Help the Girl
God Help the Girl es un álbum de 2009 de Stuart Murdoch, líder del grupo Belle and Sebastian, en colaboración de vocalistas femeninas como Catherine Ireton. God Help the Girl es también el nombre del grupo y de la película que lo acompaña estrenada en 2014. Las canciones tratan sobre una chica escocesa que es hospitalizada tras una crisis nerviosa. Dos canciones (Funny Little Frog y Act of the Apostle) fueron extraídas del repertorio del grupo escocés.

## Origen del proyecto
El autor del proyecto God Help the Girl fue Stuart Murdoch, vocalista del grupo escocés de indie pop de Glasgow Belle and Sebastian. En 2004, durante una gira de promoción de su álbum Dear Catastrophe Waitress, se le ocurrió la idea de escribir una serie de canciones que hablaran de la vida de las niñas y las jóvenes y que pudieran ser cantadas no por su grupo, sino por vocalistas femeninas. Pensando en este proyecto, empezó a escribir nuevas canciones que fueron archivadas por el momento; al cabo de un tiempo se le ocurrió la idea de ordenarlas en un conjunto lógico y hacer una película.
Buscando intérpretes para sus canciones, Murdoch puso un anuncio en una revista local de Glasgow en 2004. Los primeros vocalistas que se unieron al proyecto fueron Celia Garcia, de Edimburgo (Escocia), que respondió al anuncio publicado en la revista, y Alex Klobouk, de Alemania, que conoció a Stuart Murdoch en la gira Dear Catastrophe Waitress. Stuart Murdoch también organizó una audición abierta en el portal de la comunidad Imeem: los candidatos que quisieran trabajar con el grupo debían enviar sus maquetas de dos canciones de Belle and Sebastian: Funny Little Frog y The Psychiatrist Is In. Brittany Stallings y Dina Bankole, de Estados Unidos, fueron elegidas entre unas 400 solicitudes; en febrero de 2008 fueron invitadas a una sesión de grabación de prueba en Glasgow. Finalmente, Funny Little Frog fue cantada en el proyecto por Brittany Stallings, y Dina Bankole interpretó algunas de las otras piezas.
En 2008 y 2009, otros vocalistas se unieron al proyecto, entre ellos Asya, del grupo de Seattle Smoosh, Linnea Jönsson, de la banda sueca Those Dancing Days; también había un hombre en este grupo: Neil Hannon, de The Divine Comedy.

## Trabajo con Catherine Ireton
El principal descubrimiento del proyecto resultó ser Catherine Ireton, con quien Murdoch había establecido contacto por casualidad en 2005. Catherine Ireton procedía de Limerick, en Irlanda, y estudiaba Arte Dramático y Estudios Teatrales en el Universidad Colegio Cork entre 2002 y 2005. Allí fue vocalista de un grupo de pop-jazz llamado Elephant, con el que publicó el álbum In the Moon en 2004. El grupo se disolvió en julio de 2005, pero antes el compositor y guitarrista Michael John McCarthy, se trasladó a Glasgow para hacer un curso de posgrado y le pasó el álbum a su amigo, que se lo enseñó a Stuart Murdoch. Cuando Stuart Murdoch lo escuchó invitó a Catherine Ireton, que estaba en su último año de universidad y por aquel entonces dirigía y actuaba en obras de teatro en Irlanda, a Glasgow en marzo de 2005, le hizo una sesión de grabación de prueba y después le preguntó si quería trabajar con Belle and Sebastian. La cantante aceptó y se trasladó a Escocia ese mismo año. Se unió al proyecto junto con otros vocalistas, cantando y grabando maquetas de casi todas las canciones.
Catherine Ireton apareció en la portada del EP The White Collar Boy ya en 2006, aunque no interpretó ninguna canción en él. Finalmente apareció como vocalista en el single Come Monday Night y luego en el álbum principal God Help the Girl, ambos publicados en 2009. De las 14 piezas del álbum, Catherine Ireton actúa (en solitario o con otros cantantes) en 10 canciones.

## Lista de canciones
| N.º | Título                           | Duración |  |
| 1.  | «Act of the Apostle»             | 2:43     |  |
| 2.  | «God Help The Girl»              | 3:25     |  |
| 3.  | «Pretty Eve in the Tub»          | 2:46     |  |
| 4.  | «A Unified Theory»               | 1:15     |  |
| 5.  | «Hiding Neath My Umbrella»       | 3:44     |  |
| 6.  | «Funny Little Frog»              | 4:04     |  |
| 7.  | «If You Could Speak»             | 2:47     |  |
| 8.  | «Musician Please Take Heed»      | 3:58     |  |
| 9.  | «Perfection as a Hipster»        | 3:26     |  |
| 10. | «Come Monday Night»              | 3:28     |  |
| 11. | «Music Room Window»              | 1:00     |  |
| 12. | «I Just Want Your Jeans»         | 3:24     |  |
| 13. | «I'll Have to Dance with Cassie» | 3:47     |  |
| 14. | «A Down and Dusky Blonde»        | 4:49     |  |

## Película
La película homónima se rodó en Glasgow durante 2012 y se estrenó en 2014. Se estrenó en el Festival de Cine de Sundance en enero de 2014 en la sección World Cinema Dramatic, y se celebró un estreno europeo en el Festival Internacional de Cine de Berlín en febrero.
La película recibió un premio especial del jurado en el Festival de Cine de Sundance en enero de 2014.

## Temática de las canciones
Debido a la autoría de Stuart Murdoch y al acompañamiento del grupo Belle and Sebastian, las canciones del proyecto God Help the Girl se parecen mucho en su aspecto musical a otros trabajos de Murdoch y la banda. Estas semejanzas son tanto más visibles cuanto que algunas de las canciones (Funny Little Frog y Act of the Apostle) se tomaron directamente del repertorio de la banda y fueron interpretadas anteriormente por el propio Murdoch. En el proyecto God Help the Girl, sin embargo, la banda se limitó al acompañamiento, los papeles principales los desempeñan la vocalista - Catherine Ireton y otros; lo que significa que los singles y álbumes publicados no pueden considerarse, en sentido estricto, parte de la producción de Belle and Sebastian.
La invitación de vocalistas femeninas a participar en el proyecto se debió al tema de las canciones y de la película prevista: su protagonista es una chica llamada Eve, que abandonó la universidad (donde no era muy buena estudiante), empieza a trabajar, pero quiere cambiar de vida: le gustaría ser cantante o compositora. También tiene muchos problemas amorosos y personales: acaba de fugarse del psiquiátrico. Los problemas, sin embargo, no resultan dramáticos en las canciones tal y como fueron escritas por Murdoch e interpretadas por los vocalistas. La mayoría de las piezas son de tono alegre, con elementos de ironía y autoironía; incluso las canciones más reflexivas, como Come Monday Night, tienen una melodía alegre y pegadiza. En el aspecto musical, God Help the Girl es una referencia, o incluso un pastiche, de las girl bands británicas que actuaban en los años sesenta, con un rico arreglo orquestal.